# Koracha
Koracha fou un estat tributari protegit del tipus zamindari al districte de Chanda, tahsil de Brahmapuri, a les Províncies Centrals, avui Madhya Pradesh, amb una superfície de 528 km² i 52 pobles dels quals el principal era Manpur. La població era de 2.916 habitants el 1881. Els banjares de Chhattisgarh passaven cap a la costa oriental amb gra a través d'aquest punt.